# Georg Langemeyer
Georg Bernhard Langemeyer OFM (* 28. Mai 1929 in Mettingen als Georg Langemeyer; † 12. Oktober 2014 in Dortmund) war ein deutscher Franziskaner und römisch-katholischer Theologe.
Er trat vor allem als Religionsdidaktiker und Religionsphilosoph hervor, vorrangig mit Beiträgen zur theologischen Anthropologie.

## Leben und Wirken
Georg Langemeyer wurde als siebtes Kind der Eheleute Ludwig Langemeyer und Paula geborene Brenninkmeyer in Mettingen geboren, wo er zusammen mit zehn Geschwistern auch aufwuchs. Kurz nach dem Zweiten Weltkrieg kam er über den Ibbenbürener Franziskaner Wendelin Meyer näher mit dem Leben und Werk des heiligen Franz von Assisi in Kontakt, dessen Lehre den damals 18-Jährigen faszinierte und ihn schließlich bewog, in den Franziskanerorden einzutreten. Dort beklam er den Ordensnamen Bernhard. Während des Noviziats studierte von 1950 bis 1952 Philosophie an der Klosterhochschule in Warendorf. 1952 wechselte er nach Paderborn, wo er 1953 auch die feierliche Profess ablegte und 1955 zum Priester geweiht wurde. Die Primiz feierte er zu Pfingsten in der Mettinger St.-Agatha-Kirche.
1956 setzte Langemeyer seine theologische Ausbildung in Münster und Innsbruck fort und spezialisierte sich auf die Fächer Dogmatik und Glaubenslehre. Mit einer Dissertation zum Thema „Der dialogische Personalismus in der Theologie. Eine theologiegeschichtliche Untersuchung ausgehend von Ferdinand Ebner“ wurde er 1962 an der Katholisch-Theologischen Fakultät der Westfälischen Wilhelms-Universität zum Dr. theol. promoviert.
Ab 1963 hielt Langemeyer seine ersten Vorlesungen an der Franziskanerhochschule in Paderborn. Er blieb bis 1970 in Paderborn und war dort auch als Domprediger tätig. Dann wechselte er an die Ordenshochschule in Münster, bis diese 1970 in der Philosophisch-Theologischen Hochschule der Franziskaner und Kapuziner aufging. Jetzt wurde er vom Orden freigestellt, um 1970 die Leitung der Arbeitsstelle für Fernstudien für Religionslehrer des Deutschen Instituts für Fernstudien (DIFF) Tübingen/Münster in Münster zu übernehmen. Für das DIFF war er auch als Autor an mehreren Studienbriefen beteiligt. Die Lehreraus- und -fortbildung bestimmte fortan wesentlich seinen weiteren beruflichen Lebensweg. 1975 wurde er Abteilungsdirektor am Deutschen Institut für wissenschaftliche Pädagogik in Münster. 1979 brachte Klaus Wittstadt unter dem Titel Theologie im Dialog mit der Wirklichkeit einen Sammelband von Aufsätzen Langemeyers heraus, der zugleich als Habilitation diente. 1980 nahm Langemeyer den Ruf der Ruhr-Universität Bochum auf den Lehrstuhl für Dogmatik an, den er bis 1994 innehatte. Nebenher hielt er weiterhin Vorlesungen an der Franziskanischen Philosophisch-Theologischen Hochschule Münster (PTH Münster).
Neben seiner Tätigkeit als Religionsdidaktiker trat Langemeyer, vor allem als Religionsphilosoph hervor. So entwarf er in seinem Buch Menschsein im Wendekreis des Nichts (1988) eine theologische Anthropologie „auf der Basis des alltäglichen Bewusstseins“. Dieses und der dogmatische Band Anthropologie (1998) gehören zu seinen wissenschaftlichen Hauptwerken. Langemeyer vertrat die Ansicht, dass die zunehmenden Einflüsse der Massenmedien und ein stetig wachsendes Konsumangebot mit dazu beigetragen haben, dass die christliche Religion für viele Menschen in den Hintergrund getreten sei.
Daneben verfasste der Franziskaner aber auch die Ratgeber zur christlichen Lebensführung: Als Mann und Frau leben. Biblische Perspektiven der Ehe (1984) und Mit den Toten leben. Vom Leben unserer Verstorbenen in unserer Erinnerung (1999).
Seine letzten Lebensjahre verbrachte Pater Bernhard Langemeyer in Münster-Hiltrup. Im September 2014 zog er aus gesundheitlichen Gründen in das Bruder-Jordan-Haus in Dortmund um. Er verstarb am 12. Oktober 2014 und wurde auf dem Ostenfriedhof Dortmund beigesetzt.

## Schriften
- Der dialogische Personalismus in der evangelischen und katholischen Theologie der Gegenwart, Konfessionskundliche und kontroverstheologische Studien (Band 8), Paderborn 1963; als Dissertationsschrift: Der dialogische Personalismus in der Theologie. Eine theologie-geschichtliche Untersuchung ausgehend von Ferdinand Ebner, Münster 1964
- In der Nähe des Herrn. Schriftmeditationen, Kevelaer 1965
- Theologie im Dialog mit der Wirklichkeit, Würzburg 1979, ISBN 3-429-00618-X.
- zusammen mit Doris Knab: Bildung, in: Christlicher Glaube in moderner Gesellschaft (Teilband 8), Freiburg im Breisgau, Basel und Wien 1980 (2., unveränderte Auflage Freiburg im Breisgau, Basel und Wien 1981, ISBN 3-451-19208-X)
- Als Mann und Frau leben. Biblische Perspektiven der Ehe, Reihe christliche Lebenshilfe, Zürich und Köln 1984, ISBN 3-545-20088-4.
- Menschsein im Wendekreis des Nichts. Entwurf einer theologischen Anthropologie auf der Basis des alltäglichen Bewusstseins, Münster 1988, ISBN 3-402-03349-6.
- Anthropologie, Texte zur Theologie: Abteilung Dogmatik (Band 8), Graz, Wien und Köln 1998, ISBN 3-222-12636-4.
- Mit den Toten leben. Vom Leben unserer Verstorbenen in unserer Erinnerung, Franziskanische Impulse (Band 5), Werl 1999 (Neuausgabe Kevelaer 2001, ISBN 3-7666-2067-3)

Daneben war Georg Langemeyer in den 1970er Jahren (Mit-)Verfasser mehrerer Studienbriefe für den Fernstudienlehrgang für katholische Religionspädagogik sowie zahlreicher Teilstücke im Fernstudienlehrgang für katholische Religionslehrer. Zahlreiche Aufsätze von ihm sind zudem in Sammelbänden, Fachzeitschriften und Festschriften erschienen.